# Sergej Mironov
Sergej Michailovitsj Mironov (Russisch: Серге́й Миха́йлович Миро́нов) (Poesjkin, 14 februari 1953) is een Russische politicus. Hij was voorzitter van de Federatieraad van Rusland, het hogerhuis van het Russische parlement, van 2001 tot 2011. Hij was leider van Rechtvaardig Rusland van 2006 tot 2011. Hij kreeg in de frauduleuze Russische presidentsverkiezingen van 2012 3,85% van de stemmen.
- Gemeinsame Normdatei: 139765212
- International Standard Name Identifier: 0000 0001 1448 9984
- Library of Congress Control Number: nr2002020087
- Nationale Bibliotheek van Tsjechië: js2008469501
- Système universitaire de documentation: 165593946
- Virtual International Authority File: 78714603
- WorldCat: E39PBJw4BpBgpykhWtt4dxM9Dq